# Raimond-Bérenger III de Barcelone
Pour les articles homonymes, voir Raimond et Bérenger.
Raimond-Bérenger III de Barcelone, surnommé le Grand (Rodez, 11 novembre 1082 - Barcelone, 19 juillet 1131), est comte de Barcelone, de Gérone et d'Ausona dès 1082 (conjointement avec son oncle Bérenger-Raimond II tout d'abord, puis seul à partir de 1097), de Besalù en 1111, de Cerdagne en 1117, de Provence en 1112, et ce jusqu'à sa mort en 1131.

## Biographie

### Jeunesse
Raimond-Bérenger est le fils unique de Raimond-Bérenger II, comte de Barcelone conjointement avec son frère jumeau, Bérenger-Raimond II. Sa mère, Mahaut de Pouille, est la fille aînée du Normand Robert Guiscard, duc d'Apulie, de Calabre et de Sicile, et de sa seconde épouse, la princesse lombarde Sykelgaite de Salerne. Quand il naît, le 11 novembre 1082, sa mère se trouve à Rodez, en visite chez sa cousine Mathilde, fille de Roger Ier de Sicile et épouse de Raymond de Saint Gilles, alors comte de Rouergue.
Né le 11 novembre 1082, il succède à son père Raimond-Bérenger II quinze jours après son assassinat. Ce meurtre est rapidement imputé à l'oncle de Raimond-Bérenger III, Bérenger-Raimond II. Celui-ci cherche d'abord à écarter son neveu du pouvoir[réf. nécessaire], mais un parti de seigneurs s'oppose à lui : en 1083, le parti « antifratricide », mené par Raimond Folch Ier de Cardona et Bernard Guillaume de Queralt, avec le soutien de l'évêque de Vic, Bérenger Sunifred de Lluçà, décide de confier la tutelle de l'enfant au comte de Cerdagne, Guillaume-Raymond. En 1086, le parti antifratricide se brise et un nouveau parti, mené par Géraud Alemand II de Cervelló et Bérenger Sunifred de Lluçà, et les familles Montcada et Cabrera, trouve un accord avec Bérenger-Raimond II : celui-ci conserve la tutelle de Raimond-Bérenger III, à la condition qu'il accepte de lui céder le pouvoir à sa majorité, en 1093. Veuve, sa mère se remarie avec le vicomte de Narbonne Aymeri Ier de Narbonne.
Raimond-Bérenger III commence à assumer la réalité du pouvoir, avec son oncle, vers 1090. En 1091, le pape Urbain II, lorsqu'il rétablit nommément l'archevêché de Tarragone en faveur de Bérenger Sunifred de Lluça, l'évêque de Vic, adresse une lettre conjointement à Bérenger-Raimond II et Raimond-Bérenger. En 1095, Raimond-Bérenger III mène une première guerre contre la ville de Tortose. Il semble cependant que Raimond-Bérenger III, sous l'influence du parti antifratricide, s'éloigne de son oncle. Vers la fin de l'année 1096 ou le début de l'année 1097 a lieu, à la cour du roi de León Alphonse VI, un combat judiciaire auquel participe Bérenger-Raimond II et qu'il perd. Une fois celui-ci mort, certainement à Jérusalem, en 1097, Raimond-Bérenger III reste seul pour assumer le pouvoir.

### Règne

Les domaines de Raimond-Bérenger III à sa mort (1131).

#### La lutte contre les Almoravides
En 1097, avec l'aide de son oncle Artaud II, le comte de Pallars, Raimond-Bérenger III attaque Amposta. L'année suivante, il assiège et s'empare d'Orpesa, place forte du Cid. Celui-ci se retourne alors contre le roi taïfa de Valence, allié de Raimond-Bérenger III, et attaque Morvedre. Le comte de Barcelone et le Cid se réconcilient pourtant, et le mariage entre Raimond-Bérenger III et la fille du Cid, Maria Rodriguez de Vivar, est célébré en 1098. C'est d'ailleurs à l'occasion de la visite du jeune couple au monastère de Ripoll qu'est composé le Carmen Campidoctoris. Elle meurt cependant en août 1104, et Raimond-Bérenger III épouse en 1106 Almodis, certainement une fille du comte de Mortain, mais elle meurt sans doute cette année même.
L'avancée des Almoravides dans la péninsule Ibérique va complètement bouleverser les rapports de force dans la région. À partir de 1102, ils envahissent la région de Valence. En 1107, Raimond-Bérenger III mène une expédition contre Balaguer, mais les Almoravides contre-attaquent dans le Penedès, détruisent Olèrdola et mettent le siège devant le château de Gelida. Raimond-Bérenger III arrive à les contenir, mais se voit obligé de demander l'aide du roi de France, Louis VI, sans rien obtenir. Une fois l'offensive almoravide repoussée, Raimond-Bérenger III engage le repeuplement d'Olèrdola.

#### L'expansion vers le nord
L'attaque des Almoravides a cependant empêché Raimond-Bérenger III de profiter d'un moment propice pour reprendre en main les comtés de Carcassonne et de Razès. En 1112, il passe finalement un accord avec le vicomte Bernard Aton : celui-ci reconnaît être le vassal du Barcelonais et tenir Carcassonne et le Razès en fief du comte de Barcelone, qui reçoit également 15 000 sous melgoriens.
Raimond-Bérenger III cherche aussi à renforcer son influence sur les comtés catalans. En 1107, il donne sa fille, Chimène, en mariage au comte de Besalu, Bernard III, avec le comté d'Osona en dot. Bernard III et Raimond-Bérenger III se sont accordés pour établir la succession mutuelle de leurs comtés au cas où l'un d'eux mourrait sans descendance. En 1111, à la mort de Bernard III, sans enfant, tous les domaines passent à Raimond-Bérenger III. Comme le comte de Cerdagne, Bernard Guillaume, vassal du comte de Besalú, réclame la reconnaissance de ses droits sur le comté, Raimond-Bérenger III lui rachète ses droits. Enfin, afin de s'attacher son demi-frère, le vicomte de Narbonne Aymeri II, dans son combat contre le vicomte de Carcassonne Bernard Aton IV, lui cède le Fenouillèdes et le Peyrepertusès. Le reste du comté de Besalú est alors définitivement uni au comté de Barcelone.
En 1112, Raimond-Bérenger III épouse Douce de Gévaudan, fille de Gilbert Ier, comte de Gévaudan, et de Gerberge d'Arles, comtesse de Provence. Gerberge a cédé, deux jours avant le mariage, le comté de Provence à sa fille, qui le cède elle-même à Raimond-Bérenger III le jour du mariage. L'année suivante, il reçoit de Douce l'ensemble des droits comtaux. Il entre cependant en conflit avec le comte de Toulouse, Alphonse Jourdain : celui-ci est l'arrière-petit-fils d'Emma de Provence, épouse du comte de Toulouse Guillaume III.

#### L'expédition des Baléares
En 1114, Raimond-Bérenger III mène une expédition contre le royaume taïfa des Baléares, à l'initiative des Pisans, mais placée sous son commandement. Il reçoit le soutien de seigneurs du Languedoc et de Provence. En 1114, il s'empare de la ville de Majorque, puis d'Ibiza. Raimond-Bérenger III fait un important butinet libère un grand nombre de captifs chrétiens. Mais les Almoravides attaquent le comté de Barcelone par l'ouest à la fin de l'année 1114 et par le sud au début de l'année 1115. La deuxième fois, Raimond-Bérenger III est poussé à revenir pour combattre les Almoravides. Il se retire de Majorque et d'Ibiza qui tombent aux mains des Almoravides.

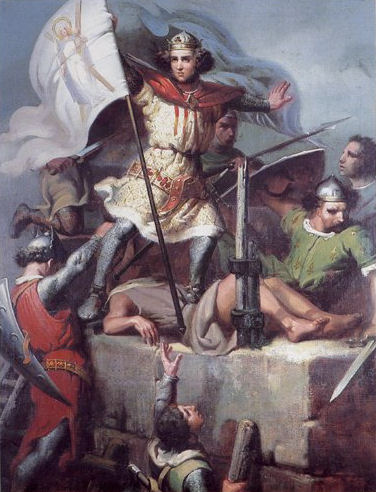
Raimond-Bérenger III fixant le drapeau de Barcelone sur le château de Fos-sur-Mer, par Marià Fortuny (1857), Reial Acadèmia Catalana de Belles Arts de Sant Jordi (en dépôt au Palais de la Généralité de Catalogne).

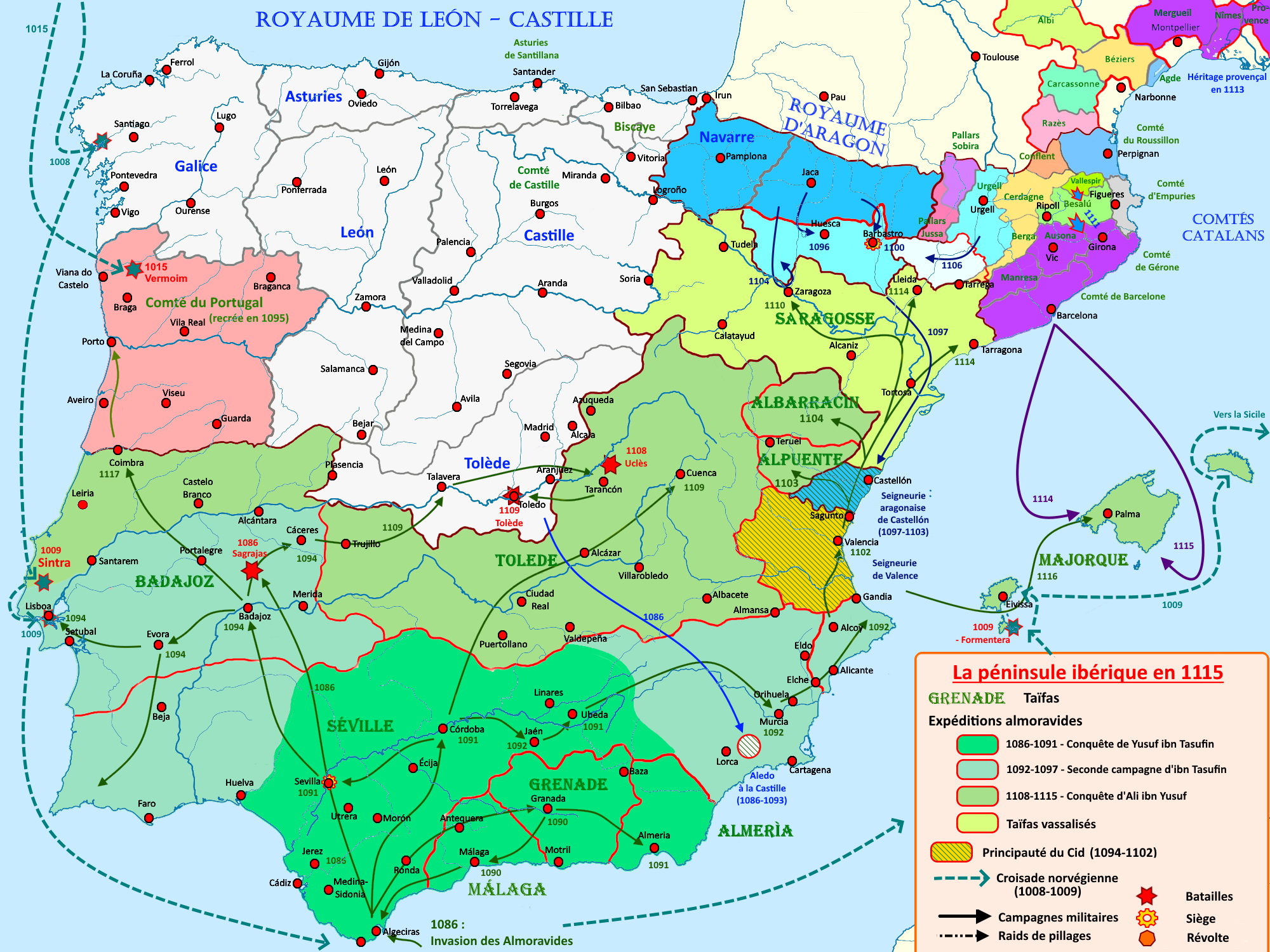
Le comté de Barcelone de 1085 à 1115.

Raimond-Bérenger III espère monter une nouvelle expédition et souhaite recevoir le soutien du pape. Il s'embarque pour Rome, mais la mort du pape Pascal II, qui lui était favorable, et les opérations d'Alphonse Ier d'Aragon, qui mène la guerre contre le royaume taïfa de Saragosse et reçoit toute l'attention papale, ne permettent pas la réalisation du plan de Raimond-Bérenger III. De retour d'Italie, il doit mater une rébellion en Provence et s'empare du château de Fos-sur-Mer.

#### L'expansion en Catalogne
En 1117, Raimond-Bérenger III incorpore le comté de Cerdagne, à la suite de l'extinction de la dynastie comtale. En 1118, il donne à l'évêque Oldegar la ville de Tarragone et sa région, afin qu'il la repeuple. Il obtient également pour lui l'érection de Tarragone au rang d'archevêché, détaché de l'archevêché de Narbonne, et avec l'autorité sur les évêchés catalans. En 1119, il engage le repeuplement des Garrigues. Il favorise les ordres militaires dans ses domaines, et autorise l'arrivée des Hospitaliers en 1109, puis des Templiers en 1123 ou 1126.
Mais Raimond-Bérenger III entre en rivalité avec le roi d'Aragon, Alphonse Ier, pour la conquête de Lérida, Tortose et Valence. Il passe un accord avec le gouverneur almoravide de Lérida, Abdallah ibn Iyad, qui lui cède Corbins, contre son soutien contre les Aragonais. Alphonse Ier, cependant, s'empare de Saragosse en 1118. Raimond-Bérenger III multiplie alors les contacts avec les Almoravides et s'associe au gouverneur de Tortose.
Entre 1120 et 1124, il doit s'intéresser également à ses relations avec Carcassonne. Raimond-Bérenger III veut aussi résoudre la question provençale. Un traité est conclu, en 1125, avec Alphonse Jourdain : celui-ci reçoit la partie du comté de Provence au nord de la Durance, qui devient marquisat. Le reste du comté, au sud, reste aux mains de Raimond-Bérenger III.
En 1126, Abdallah ibn Iyad se retourne contre Raimond-Bérenger III et envahit la vallée du Sègre, menaçant Albesa et les terres du comte d'Urgell, et reprenant Lérida, tout juste conquise par le roi d'Aragon. Le comte de Barcelone est lui mis en déroute à Corbins, tandis que son allié, le comte de Pallars Jussà Bernard Raimond, est tué.
Enfin, en 1128, Raimond-Bérenger III combat le comte d'Ampurias, Pons II, et le fait prisonnier. Il obtient que celui-ci abandonne la région de Peralada, qui passe à Barcelone.

### Décès
Raimond-Bérenger III semble avoir pris l'habit de chevalier du Temple le 14 juillet 1131, certainement de façon symbolique.
Il meurt quelques jours plus tard, le 19 juillet 1131. Il lègue le comté de Barcelone à son fils aîné, Raimond-Bérenger, avec les comtés de Carcassonne et de Razès. Son fils cadet, Bérenger-Raimond, reçoit le comté de Provence.

## Économie
L'arrêt du versement des tributs par les musulmans oblige Raimond-Bérenger III à engager une réforme économique radicale à partir de 1113. Il lève plusieurs impôts nouveaux, tels que le bovatge (un impôt en argent prélevé sur les paires de bœufs), des taxes sur les marchés de vivres à Barcelone et du quint (une taxe sur les navires qui entrent dans le port qui dépendent de la juridiction comtale). Il décide également d'abandonner les pièces de mancus au profit des maravédis entre 1097 et 1098.

## Mariage et enfants
En février 1099, Raimond-Bérenger III épouse Marie Rodriguez de Vivar, fille du Cid, roi de Valence. Ils ont ensemble deux filles :
- Marie (? - ?) ;
- Chimène (1105 - ?), qui épouse en 1107 le comte de Besalu, Bernard III, puis en 1117 le comte de Foix, Roger III.

À la suite de la mort de Marie de Vivar en 1105, il épouserait en 1106 Almodis de Mortain, fille du comte de Mortain Guillaume, un des barons les plus puissants d'Angleterre et de Normandie, et d'une certaine Adelise. La jeune fille meurt vers 1110 et cette union reste sans enfant. Cela semble non confirmé car Almodis serait la seconde épouse de Robert, père de Guillaume (voir lien : Normandy, nobility).
Il se remarie le 3 février 1112 avec Douce de Provence, comtesse de Provence, et devient comte de Provence sous le nom de Raimond-Bérenger Ier. Ils ont sept enfants :
- Bérengère (1108 - 1149), mariée en 1128 à Alphonse VII, roi de Castille et de Léon ;
- Raimond-Bérenger IV (1113 - 1162), comte de Barcelone et prince d'Aragon, à la suite de son mariage avec Pétronille d'Aragon ;
- Bérenger-Raimond (1114 - 1144), comte de Provence ;
- Bernard (1117) ;
- Etiennette (1118 - après 1131), mariée en 1128 à Centulle II, comte de Bigorre, puis vers 1130 à Raymond II Arnaud († 1167), vicomte de Dax ;
- Mathilde (vers 1120 - après 1157), mariée à Jaspert, vicomte de Castelnou, puis à Guillaume Raymond II, seigneur de Castellvell ;
- Almodis (1126 - après 1164), mariée en 1148 à Pons de Cervera, vicomte de Bas ;
- Douce de Barcelone née en 1125 et mariée avec Guy de Sévérac.